# Comitê Fair Play for Cuba

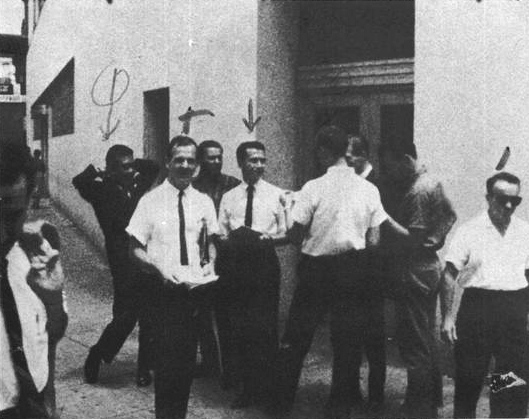
Lee Harvey Oswald e outros distribuindo panfletos “Fair Play for Cuba” em Nova Orleães, em 16 de agosto de 1963.

O Comitê Fair Play for Cuba (Inglês: Fair Play for Cuba Committee - FPCC) foi um grupo ativista criado em Nova Iorque por Robert Taber [en] em abril de 1960 e atuava tanto nos Estados Unidos quanto no Canadá.

## História
O grupo foi criado após uma recepção no Consulado Geral de Cuba em Nova York, em 1º de abril de 1960, para apoiadores da causa cubana. O Partido Socialista dos Trabalhadores, de orientação trotskista, participou da organização do evento.
O objetivo do FPCC era mobilizar apoio à Revolução Cubana em meio às tensões com o governo dos Estados Unidos, especialmente após Fidel Castro declarar publicamente seu alinhamento com o marxismo e iniciar um processo de expropriação e nacionalização de ativos cubanos pertencentes a empresas norte-americanas. O FPCC se opôs à invasão da Baía dos Porcos em 1961, à imposição do embargo dos Estados Unidos contra Cuba e manifestou apoio à posição cubana durante a Crise dos Mísseis de 1962. Seus membros foram monitorados pelo FBI.
O grupo organizou viagens a Cuba e, em determinado momento, contava com dezenas de filiais nos Estados Unidos. O comitê era aberto a pessoas de diferentes origens e, no primeiro aniversário da Revolução Cubana, um grupo de ativistas negros dos direitos civis, incluindo Harold Cruse [en],  Amiri Baraka, Julian Mayfield [en] e John Henrik Clarke, viajou para Havana em uma visita organizada pelo FPCC.
Grupos afiliados ao Fair Play for Cuba foram criados nos Estados Unidos e no Canadá.
No Canadá, a organização tinha um escritório em Toronto, que recebia e distribuía material informativo favorável ao governo cubano. Além disso, produzia publicações baseadas em relatos de pessoas que haviam viajado a Cuba e compartilhavam suas experiências na ilha. O primeiro grupo canadense foi fundado por Vernel e Anne Olson, que realizaram sua reunião inaugural em fevereiro de 1961, na First Unitarian Church, em Toronto.

### Lee Harvey Oswald
Em 26 de maio de 1963, Lee Harvey Oswald escreveu para a sede do FPCC em Nova York, propondo alugar um pequeno escritório por conta própria para estabelecer uma filial do comitê em Nova Orleans. Três dias depois, o FPCC respondeu desaconselhando a abertura do escritório naquele momento. Em uma carta de resposta, Oswald afirmou: “Contra seu conselho, decidi abrir um escritório desde o início”. Em 29 de maio, ele encomendou de uma gráfica local 500 formulários de inscrição, 300 cartões de filiação e 1.000 panfletos com o título Hands Off Cuba.
Segundo o militante anticastrista Carlos Bringuier [en], Oswald o visitou em 5 e 6 de agosto em uma loja de sua propriedade em Nova Orleans. Bringuier era representante local do Directorio Revolucionario Estudiantil [en] (DRE), uma organização contrária ao governo cubano. Mais tarde, ele declarou à Comissão Warren que acreditava que Oswald tentava se infiltrar em seu grupo.
Em 9 de agosto, Oswald foi visto no centro de Nova Orleans distribuindo panfletos do Fair Play for Cuba. Bringuier o confrontou, alegando ter sido avisado sobre a panfletagem por um conhecido. A situação resultou em uma briga, levando à prisão de Oswald, Bringuier e dois associados de Bringuier sob a acusação de perturbação da ordem pública. Antes de deixar a delegacia, Oswald solicitou falar com um agente do FBI. Ele afirmou ser membro da filial de Nova Orleans do Fair Play for Cuba e disse que o grupo contava com 35 integrantes e era liderado por A. J. Hidell. No entanto, registros indicam que Oswald era o único membro da filial e que ela não havia sido oficialmente reconhecida pela organização nacional.

### Vigilância e infiltração
Em 1961, o comitê foi alvo do programa COINTELPRO do FBI. Em junho do mesmo ano, o diretor do FBI, J. Edgar Hoover, autorizou a implementação de ações de contrainteligência voltadas para grupos favoráveis ao governo cubano, como o Movimento 26 de Julho e o Comitê Fair Play for Cuba, com o objetivo de desencorajar seus membros. Entre as estratégias sugeridas estava um plano para prender líderes dessas organizações atraindo-os para situações comprometedoras, envolvendo a contratação de garotas de programa.
Em dezembro de 1961, o FBI enviou folhetos anônimos a membros selecionados do FPCC com a intenção de desestabilizar o grupo e criar desentendimentos entre o comitê e seus apoiadores no Partido Socialista dos Trabalhadores (SWP), uma tática descrita internamente como “muito eficaz”. Além disso, com a colaboração de um informante, o FBI obteve fotografias dos registros financeiros e da lista de endereços da organização.
O FPCC também foi monitorado por agentes infiltrados, como Victor Thomas Vicente, do capítulo de Nova York, e suas atividades eram acompanhadas pelo Departamento de Polícia de Detroit. O comitê foi alvo de investigações do Subcomitê de Segurança Interna do Senado e do Comitê de Atividades Antiamericanas da Câmara dos Representantes dos Estados Unidos. O interesse da CIA no FPCC foi documentado pelo Comissão Church em 1975, que revelou um memorando de 16 de setembro de 1963 indicando que a agência considerava disseminar informações enganosas para prejudicar a imagem do comitê em áreas onde contava com apoio.
Em dezembro de 1963, o Comitê Fair Play for Cuba foi desativado, em grande parte devido às repercussões do assassinato de John F. Kennedy, cometido por Lee Harvey Oswald, que havia se identificado como membro do grupo. As investigações do FBI foram concluídas em 1964.

## Membros e patrocinadores notáveis
- Alan Sagner [en]
- Alexander Meiklejohn [en][29]
- Alice Brock [en]
- Allen Ginsberg
- Calvin Hicks [en]
- Carleton Beals [en]
- Cedric Cox [en]
- Charles Wright Mills
- Donald S. Harrington [en]
- Ed Shaw [en]
- Farrell Dobbs [en]
- Harvey O'Connor [en]
- I. F. Stone
- Jack Barnes [en][30]
- James Baldwin (escritor)[31]
- Jean-Paul Sartre
- Joseph Hansen
- Kenneth Tynan [en]
- Lawrence Ferlinghetti
- Lee Harvey Oswald (presidente do capítulo de Nova Orleans)
- Linus Pauling
- Maya Angelou[32]
- Marion Stokes
- Nanette Rainone [en]
- Norman Mailer
- Pat Schulz [en]
- Paul Sweezy
- Richard Greeman [en]
- Richard Thomas Gibson (cofundador e chefe do comitê)[33][34]
- Robert F. Williams[35]
- Robert Garland Colodny [en]
- Robert Scheer [en] (líder do conselho estudantil)
- Robert Taber [en] (cofundador)
- Saul Landau [en] (líder do conselho estudantil)[36]
- Simone de Beauvoir
- Thomas Arthur Vallee (suposto conspirador)
- Truman Capote
- Victor Thomas Vicente (informante do FBI)[37]
- Vincent Lee [en] (presidente do capítulo de Tampa)[38]
- Waldo Frank [en]
- Willard Uphaus [en]
- William Appleman Williams [en]
- William Worthy [en]

## Arquivos
- Documentos de George E. Rennar. 1933-1972. 37,43 pés cúbicos. Nos Arquivos Trabalhistas de Washington, nas Coleções Especiais das Bibliotecas da Universidade de Washington. Contém materiais sobre o Comitê Fair Play for Cuba.